# 中国—列支敦士登关系
中国—列支敦士登关系（德語：Sino-Liechtensteinische Beziehung）是指中國和列支敦士登之間的外交關係。列支敦士登是中國目前唯一一個派遣总领事为外交代表的國家。

## 历史
1951年1月，瑞士驻华公使馆与中华人民共和国外交部换文，瑞士依照1919年与列达成的协议，驻华使馆代表列支敦士登的在华利益。
1987年8月27日，中国驻瑞士大使蔡方柏拜会列支敦士登驻瑞士大使亨利亲王。亨利表示，中列两国已经互相承认，欢迎中国在列境内设立领事馆。1988年9月，两国驻瑞士大使馆换文确认，以中国与瑞士建交日1950年9月14日为中列建交日。
1988年8月18日，中国驻瑞士大使馆照会列支敦士登驻瑞士大使馆，中国政府拟以驻苏黎世总领事辛福坦兼任驻列支敦士登总领事。9月5日，列驻瑞士使馆复照中国使馆，同意辛福坦担任中国驻列支敦士登总领事。9月14日，列支敦士登向辛福坦颁发了领事证书。

## 高层互访
中国访列的有：外交部副部长周南（1988年）；外交部副部长王英凡（1997年）；副总理曾培炎（2008年1月出席达沃斯世界经济论坛年会期间赴列参访）；外交部副部长傅莹（2011年6月)；外交部部长助理刘海星（2017年1月）。
列支敦士登访华的有：外长维利（1995年9月来华参加第四届世界妇女大会）；亲王汉斯·亚当二世（2002年10月、2007年10月、2009年9月、2012年10月，皆为私人访问）；公主、国际奥委会委员诺拉（2008年8月来华出席北京奥运会开幕式）；政府委员兼外交、文化、司法部长弗里克（2010年5月来华参加“全球妇女峰会”并出席上海世博会）；摄政王储阿洛伊斯（2010年9月来华出席上海世博会列支敦士登国家馆日活动、2013年11月来华出席列支敦士登王室珍藏展开幕式）；首相屈策尔（2010年9月来华出席上海世博会列支敦士登国家馆日活动）；副首相迈尔（来华出席上海世博会闭幕式并访华）；王子康斯坦丁（2016年11月）。

## 经贸关系
中列贸易关系始于50年代。2014年7月1日生效的《中国—瑞士自由贸易协定》自动适用于中列间的货物贸易领域。2022年，中列双边贸易额为2.6亿美元，同比下降1.1％。其中中国出口0.6亿美元，同比下降9.0％；进口1.9亿美元，同比增长1.8％。

## 外部連結
- 中華人民共和國駐蘇黎世兼駐列支敦士登公國總領事館官方網站（简体中文）（德文）